# François Bœspflug
 (avril 2023).
François Bœspflug, né en 1945, est un historien du christianisme et un historien de l'art chrétien, au Moyen Âge en particulier.

## Biographie
Petit-fils de l'historien Albert Dufourcq, François Bœspflug entreprend un cursus scientifique qui le mène à l'École nationale supérieure des mines de Saint-Étienne où il fait des études de 1964 à 1965. Il suit cinq ans de noviciat dominicain avant d'intégrer l'ordre où il découvre la force des images chrétiennes, « d'abord rhétoriques, pour capter l'attention d'un public lors de mes prédications » rappelle-t-il pour expliquer son itinéraire. De 1969 à 1975, il passe une licence de philosophie scolastique et une maîtrise en théologie à l'Institut catholique de Paris. De 1980 à 1982, il étudie en sciences des religions à la Sorbonne. En 1983, il soutient une « thèse mixte » (doctorat en théologie et en histoire des religions), publiée en 1984, sur Dieu dans l'art, grâce à laquelle il est titulaire de deux doctorats de troisième cycle.
Après cette thèse de doctorat, il publie de nombreux ouvrages sur l'iconographie chrétienne et poursuit des recherches sur l'histoire des représentations de Dieu et de la Trinité dans l'Occident médiéval. Il est notamment spécialiste de l’iconographie de la Bible moralisée.
Il est successivement chargé de cours à l'Institut catholique de Paris (1984-1987), chargé de conférences à l'École des hautes études en sciences sociales (1987-1990), professeur d'histoire des religions à la Faculté de théologie catholique de Strasbourg (1990-2013) et professeur invité ou chargé de cours à Bruxelles, Genève et Paris (Centre Sèvres). Il est professeur émérite d'histoire des religions à l'université de Strasbourg en septembre 2013,.
Il est titulaire de la chaire du Louvre en 2010, de la « chaire Benoît XVI » à Ratisbonne en 2013. Il est également membre de la direction littéraire des éditions du Cerf de 1982 à 1999.
Il quitte l’ordre des dominicains et la prêtrise pour se marier civilement en 2015. À sa demande, il est renvoyé de l'état clérical en 2018.
François Bœspflug qui dénonce le célibat des hommes d’Église, intervient régulièrement dans les médias sur les questions relatives à l’Église catholique, mais aussi plus généralement sur les représentations du divin dans toutes les religions.

## Ouvrages
- Dieu dans l'art. Sollicitudini nostrae de Benoît XIV (1745) et l'affaire Crescence de Kaufbeuren. Préface d'André Chastel. Postface de Léonide Ouspensky, Paris, Cerf, (coll. Histoire), 1984.
- Le credo de Sienne, Paris, Le Cerf, 1985 (Prix Véga et Lods de Wegmann de l'Académie française 1986).
- Les "Très belles heures" de Jean de France, duc de Berry : un chef-d’œuvre au sortir du Moyen Âge, Paris, Le Cerf, 1998 (Prix Eugène Carrière de l'Académie française 1999).
- La Trinité dans l'art d'Occident, 1400-1600 : Sept chefs-d’œuvre de la peinture, Presses universitaires de Strasbourg, 2000.
- Dieu et ses images : une histoire de l'éternel dans l'art, Montrouge, Bayard, 2008.
- La Pensée des images, entretiens avec Bérénice Levet, Montrouge, Bayard, 2011.
- Sainte Anne : histoire et représentations, Paris, Le Louvre éditions, 2012.
- Franc-parler : du christianisme dans la société d'aujourd'hui, Entretiens avec Evelyne Martini, Montrouge, Bayard, 2012.
- Le prophète de l'Islam en images : un sujet tabou ?, Montrouge, Bayard, 2013.
- Le regard du Christ dans l'art, Desclée-Mame, 2014.
- Religion, les mots pour en parler (avec T. Legrand et A. L. Zwilling), Genève 2014.
- Jésus a-t-il eu une vraie enfance ? L'art chrétien en procès, Cerf, 2015
- Des homélies... au fil du temps, Éditions du 81, 2016
- Ressuscité : la  Résurrection du Christ dans l'art : Orient-Occident, écrit avec Emanulea Fogliadini, Mame, 2016

- Pourquoi j’ai quitté l'ordre… et comment il m’a quitté, Éditions du 81, 2019
- Cruxifixion - la crucifixion dans l'art, un sujet planétaire (avec Emanuela Fogliadini), Montrouge, Bayard, 2019.

## Articles
- Avec Yolanta Zaluska, « La part de l’artiste dans la conception iconographique de la Bible moralisée. Quelques notations à partir du cycle des évangiles des exemplaires de Tolède et d’Oxford/Paris/Londres », dans Ars Graeca — Ars Latina. Mélanges Annie Rozyckiej Bryzek, Cracovie, Université Jagellone, 2001, p. 287-308.
- Avec Yolanta Zaluska, « Les évangiles dans la Bible moralisée et le Diatessaron latin », dans Magistro et amico, Mélanges offerts à Lech Kalinowski, Cracovie, Université Jagellone, 2002, p. 427-445.
- Avec Yolanta Zaluska, « Les sacrements dans la Bible moralisée au XIIIe siècle », dans C. Hediger (éd.), “Tout le temps du veneour est sanz oyseuseté”, Mélanges offerts à Yves Christe pour son 65e anniversaire par ses amis, ses collègues, ses élèves, Turnhout, Brepols, 2005, p. 249-290.
- Avec Yolanta Zaluska, « Les premiers portraits de saint Dominique. Prêtres, évêques, moines et mendiants dans la Bible moralisée de Tolède (vers 1220-1234) », dans G. Jurkowlaniec (éd.), "Artem quaevis alit terra". Studia professori Piotr Skubiszewski anno aetatis suae septuagesimo quinto oblata, Varsovie, 2006, p. 119-139.
- Avec Yolanta Zaluska, et A.Fernandez, « Le cycle de la Cène dans la Bible moralisée au XIIIe siècle », dans Nicole Bériou, Béatrice Caseau, Dominique Rigaux, Pratiques de l’eucharistie dans les Églises d’Orient et d’Occident (Antiquité et Moyen Âge), Paris, Institut d’Études Augustiniennes, 2009, p. 79-124.
- « Histoire de l’art et théologie, le cas français », Perspective, 2 | 2010, 189-192 [Mis en ligne le 13 août 2013, consulté le 28 janvier 2022. URL : http://journals.openedition.org/perspective/1090 ; DOI : https://doi.org/10.4000/perspective.1090][4].
- « Le Créateur au compas. Deus geometra dans l’art d’Occident (IXe – XIXe siècle) », dans La misura / Measuring, Micrologus, t. 19, 2011, p. 113-130.
- Avec Yolanta Zaluska, « Le Nouveau Testament (moins l’Apocalypse) dans la Bible de Saint Louis », dans La Bible de Saint Louis, op. cit. (supra, note 10), 2013, p. 365-471.
- « Notes sur un parcours iconographiques », dans Le magazine littéraire, avril 2017, no 578, p. 75.

## Participations
- 2004 : Lettres à Dieu, collectif, Calmann-Lévy.
- 2004 : Religions, les mots pour en parler. Notions fondamentales en Histoire des religions, F. Boespflug, Th. Legrand et A.-L. Zwilling, Paris / Genève, Bayard / Labor et Fides.  (ISBN 978-2227487260)

## Traductions
- Hugo Makibi Enomiya-Lassalle, s. j., La méditation comme voie vers l'expérience de Dieu : Introduction à la prière mystique, trad. de l’allemand , Paris : Cerf, 1982, 115 p. ( coll. " Essais : Sagesse du corps " , n° 74 ) .

## Hommage
- Une certaine image de Dieu, Hommage à François Bœspflug, édité par Michel Deneken, Thierry Legrand, Anne-Laure Zwilling, Presses universitaires de Strasbourg, 2015.  (ISBN 9782868209375)